# César Almirón
César Almirón (* 6. August 2001 in Tebicuary) ist ein paraguayischer Leichtathlet, der sich auf den Sprint spezialisiert hat. Aktuell ist er Inhaber der Landesrekorde über 100 und 200 Meter. 2025 wurde er in Mar del Plata Südamerikameister im 200-Meter-Lauf.

## Sportliche Laufbahn
Erste internationale Erfahrungen sammelte César Almirón im Jahr 2021, als er bei den U23-Südamerikameisterschaften in Guayaquil in 10,56 s den fünften Platz im 100-Meter-Lauf belegte. Anschließend gelangte er bei den erstmals ausgetragenen Panamerikanischen Juniorenspielen in Cali mit 10,68 s auf Rang sieben. Im Jahr darauf belegte er bei den Juegos Bolivarianos in Valledupar in 10,43 s den sechsten Platz und gewann mit der paraguayischen 4-mal-100-Meter-Staffel in 39,90 s die Bronzemedaille hinter den Teams aus der Dominikanischen Republik und Venezuela. Anschließend startete er dank einer Wildcard bei den Weltmeisterschaften in Eugene und schied dort mit 10,51 s in der ersten Runde aus. Ende September kam er bei den U23-Südamerikameisterschaften in Cascavel im Vorlauf über 200 Meter nicht ins Ziel und gelangte mit Staffel mit 40,69 s auf Rang fünf. Kurz darauf klassierte er sich bei den Südamerikaspielen in Asunción mit 21,50 s auf dem fünften Platz über 200 Meter und gewann mit der Staffel in 39,60 s gemeinsam mit Jonathan Wolk, Fredy Maidana und Nilo Duré die Silbermedaille hinter dem Team aus Venezuela. 2023 gewann er bei den Südamerikameisterschaften in São Paulo in 39,25 s gemeinsam mit Misael Zalazar, Fredy Maidana und César Almirón die Silbermedaille in der 4-mal-100-Meter-Staffel hinter dem brasilianischen Team und sicherte sich über 200 Meter in 20,49 s die Bronzemedaille hinter dem Surinamer Issam Asinga und Alonso Edward aus Panama. Im November belegte er bei den Panamerikanischen Spielen in Santiago de Chile in 39,71 s den fünften Platz mit der Staffel. Im Jahr darauf belegte er bei den Ibero-Amerikanischen Meisterschaften in Cuiabá in 20,54 s den vierten Platz über 200 Meter und kam im Staffelbewerb nicht ins Ziel. Im Juni verbesserte er in Cochabamba die Landesrekorde über 100 und 200 Meter auf 10,19 s und 20,41 s und im August nahm er an den Olympischen Sommerspielen in Paris teil und wurde dort in der Hoffnungsrunde über 200 Meter disqualifiziert.
2025 siegte er in 20,50 s über 200 Meter bei den Südamerikameisterschaften in Mar del Plata und belegte mit der 4-mal-100-Meter-Staffel in 40,01 s den fünften Platz.
In den Jahren 2023 und 2024 wurde Almirón paraguayischer Meister im 200-Meter-Lauf sowie 2024 auch über 100 Meter.

## Persönliche Bestleistungen
- 100 Meter: 10,19 s (0,0 m/s), 8. Juni 2024 in Cochabamba (paraguayischer Rekord)
- 200 Meter: 20,41 s (+0,7 m/s), 9. Juni 2024 in Cochabamba (paraguayischer Rekord)